# Markelfingen

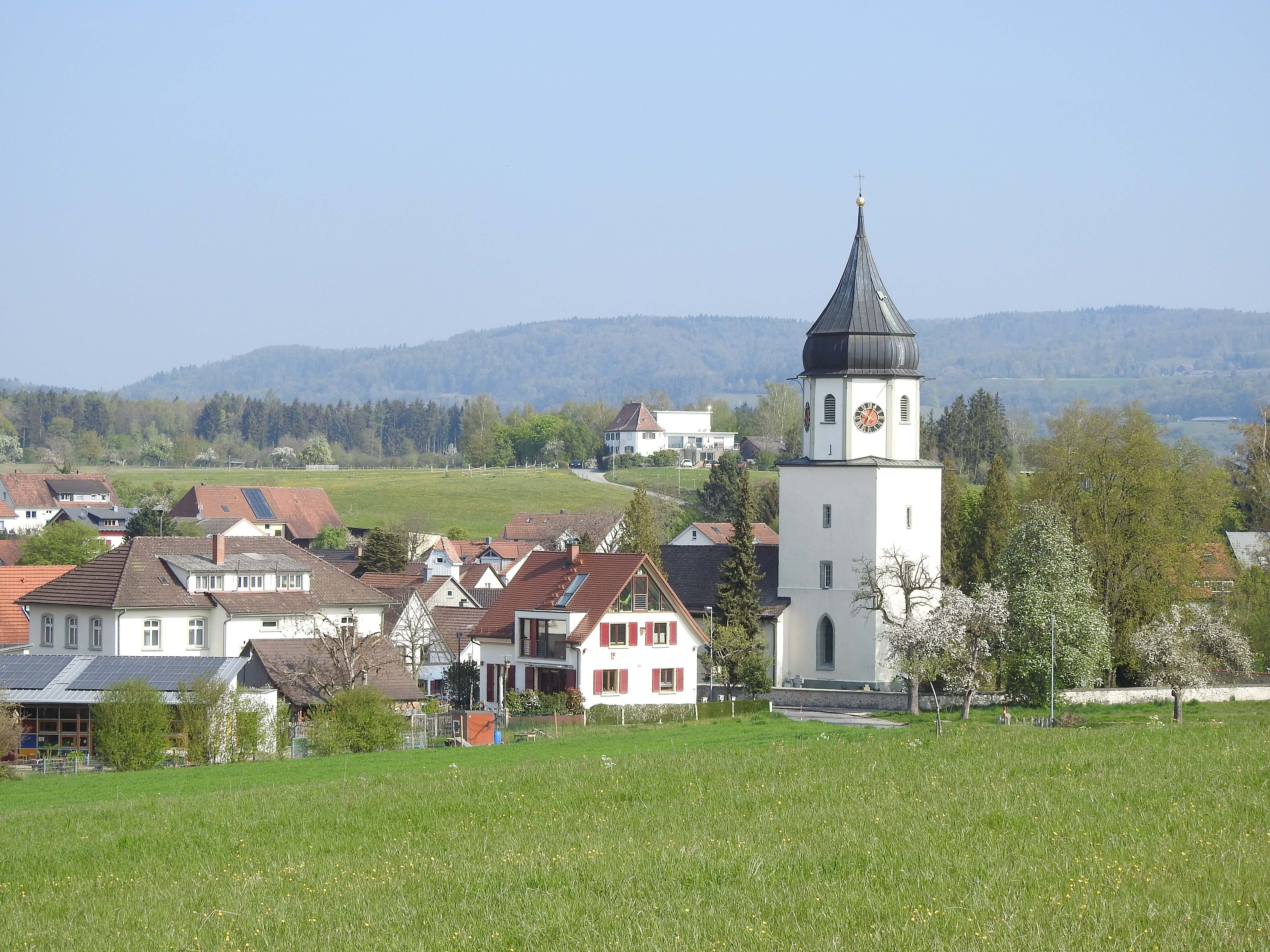
Markelfingen von Süden

Die ehemalige Gemeinde Markelfingen ist heute ein Stadtteil von Radolfzell am Bodensee im Landkreis Konstanz in Deutschland und ein „Staatlich anerkannter Ferien- und Erholungsort“ am Bodensee.

## Geographie

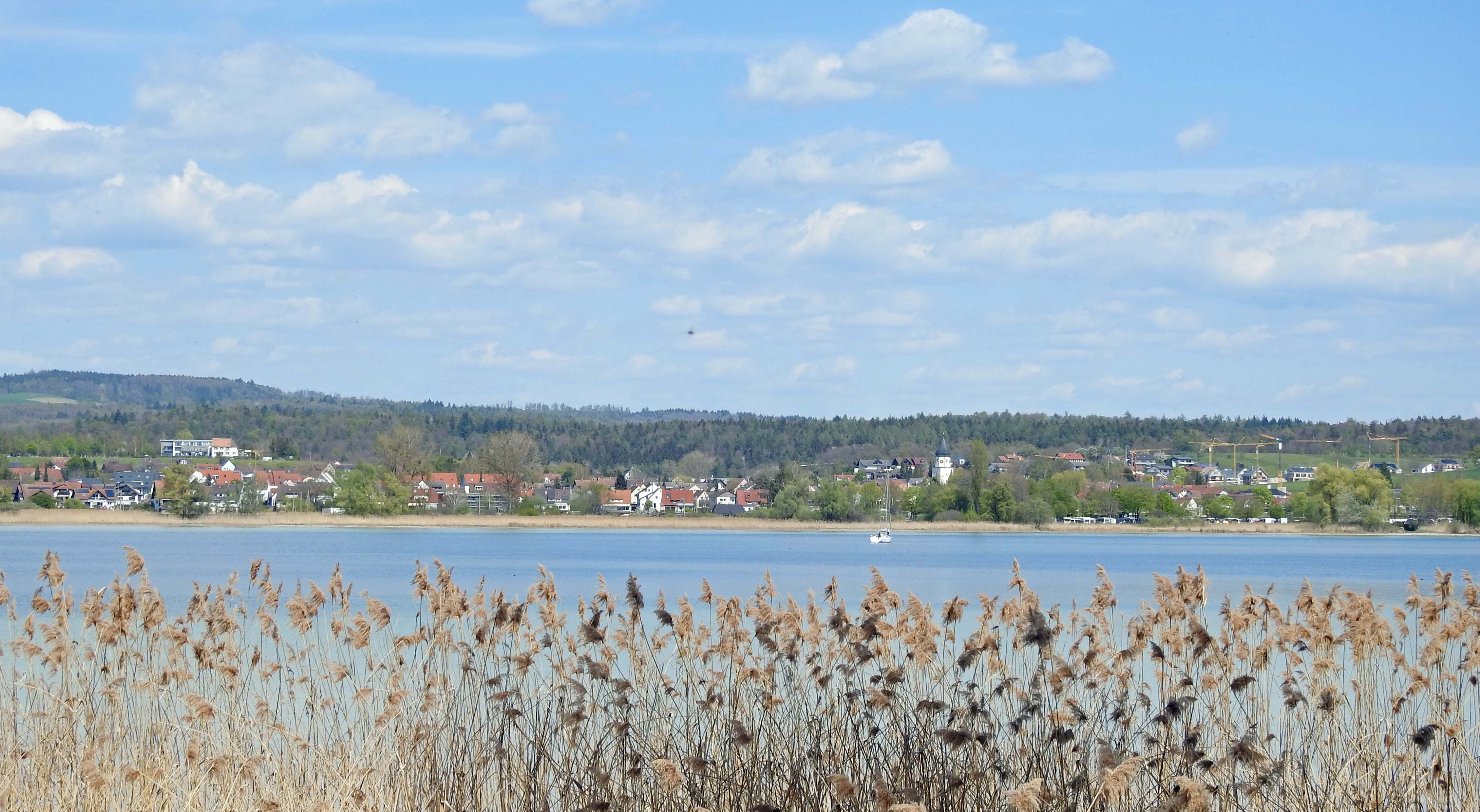
Markelfingen von Westen von der Halbinsel Mettnau aus

Der Ort Markelfingen liegt am milden Südhang des Bodanrück, umgeben von Naturschutz- und Landschaftsschutzgebieten, zwischen Untersee (Markelfinger Winkel) und Mindelsee. Auf Markelfinger Gemarkung befinden sich die Naturschutzgebiete Bodenseeufer auf Gemarkung Markelfingen und Mindelsee sowie die Vogelschutzgebiete Mindelsee und Bodanrück.
Im Kern zeigt sich Markelfingen als dicht bebaute, straßendorfartige Siedlung mit haufendorfartiger Erweiterung im Norden entlang des Mühlbachs/Mühlenbaches, der den Mindelsee in den Untersee entwässert. Die Durchgangsstraße (Radolfzeller Straße) trennt das seenahe Unterdorf vom höhergelegenen Oberdorf. Der Bach floss ursprünglich als Ache mitten durchs Dorf. Ab 1300 entstand der heutige Mühlbach als Mühlenkanal. Der alte Dorfbach wurde durch den Wasserentzug des Mühlbaches recht klein (kleiner Bach) und versiegte bei niedrigem Wasserstand zuweilen ganz, so dass er mit fortschreitendem Ausbau im 20. Jahrhundert gänzlich aus dem Ortsbild verschwand. Zugleich erhielt der Ort Siedlungserweiterungen im Westen und im Südwesten bis zur Bahnlinie unmittelbar am Seeufer.
Markelfingen grenzt im Westen an Radolfzell, im Norden an Möggingen am Mindelsee, im Osten an Allensbach und Reichenau.

## Geschichte
Zeugnisse einer ersten Besiedlung der Gemarkung stammen aus der späten Steinzeit: Entlang des flachen Ufers des Markelfinger Winkels fanden sich mehrere jungsteinzeitliche Uferansiedlungen aus dem 4. und 3. vorchristlichen Jahrtausend (von West nach Ost: „Zeller Ried“, „Kleine“ und „Große Espen“, „Stüdle“, „Schlafbach“ I und II). Weitere drei steinzeitliche Fundstellen befinden sich in den Gewannen „Spitzäcker/Lerchental“, „Sandäcker“ und „Litzelsee“. Ein bronzezeitlicher Einzelfund stammt aus der Fundstelle „Espen“. Eine eisenzeitliche Fundstelle ist aus dem Gewann „Sandäcker“ bekannt. Im Wald „Hornhalde“ fanden sich drei Grabhügel unbestimmter Zeitstellung.
Überreste von Bauten aus der Römerzeit, die auf einen Gutshof (Villa Rustica) hinweisen, wurden 2019 ausgegraben.
Die Entstehung des Dorfes wurde bis zum Fund von römischen Besiedlungsresten entweder in der Zeit nach der Alamannischen Landnahme um 260 n. Chr. oder in der Merowingerzeit vermutet. Der Name „Markelfingen“ rührt wohl von Markulf beziehungsweise Mark-Wolf, dem Führer einer Sippe, her. Er ließ sich hier nieder und gab der entstehenden Siedlung den Namen. Aus diesem Namensursprung entwickelten sich Ableitungen: 724 (Fälschung 12. Jahrhundert) als Marcolfinga erstmals erwähnt, 843 (Fälschung 12. Jahrhundert) als Marcholvingen, de Marcholuingin. Die Endung „-ingen“ ist alemannischer Herkunft.
Markelfingen gehörte als Fiskalgut – vermutlich konfisziertes alemannisches Herzogsgut – zur Erstausstattung des im Jahr 724 durch Bischof Pirminius gegründeten Kloster Reichenau, welches hier sechs Lehenhöfe und drei Lehenmühlen besaß und zehntbezugsberechtigt war. Möglicherweise war die spätere Gemarkung Radolfzell ursprünglich sogar ein Teil der Gemarkung Markelfingen und erhielt erst mit der Zellengründung 826 durch Radolt ihre Selbständigkeit.
Eine Adelsnennung zu 1204 ist fraglich, evtl. gab es Ministeriale. Markelfingen gehörte im 16. Jahrhundert zur Herrschaft Reichenau und wurde vorher vermutlich von Ministerialen verwaltet. Nach dem Übergang der Reichenau an das Hochstift Konstanz wurde Markelfingen 1540 dem Territorium des Bischofs von Konstanz zugeschlagen und gehörte zu dessen Obervogteiamt Reichenau.
Nach dem Übergang von der Viehzucht zum Ackerbau war Markelfingen eine überwiegend Weinbau treibende Siedlung. Während sich die Einwohner im Deutschen Bauernkrieg (1524–1526) neutral verhielten und damals nur die Mühle in Flammen aufging, wurde das Dorf im Dreißigjährigen Krieg (1618–1648) zerstört und von seinen Bewohnern verlassen.
Im Zuge der von Napoleon eingeleiteten Säkularisation fiel das Hochstift Konstanz gemäß § 5 des Reichsdeputationshauptschlusses von 1803 als Ganzes an die Markgrafschaft Baden. Markelfingen war von 1803 bis 1809 dem Amt Reichenau unterstellt, gehört seither zum Amt, Bezirksamt bzw. Landkreis Konstanz. Ab 1860 erlebte Markelfingen als Ort mit Bahnhof der neuen Hochrheinbahn einen wirtschaftlichen Aufschwung.
Im Zuge der Gebietsreform in Baden-Württemberg verlor die Gemeinde Markelfingen ihre Selbständigkeit und wurde zum 1. Januar 1974 nach Radolfzell eingemeindet. Schon früher hatte Radolfzell über lange Zeit hinweg nicht unerheblichen Besitz in Markelfingen, z. B. den sogenannten „Gutenhof (Vogtshof)“ und die „Obere Mühle“.

## Religion
In Markelfingen ist seit dem 14. Jahrhundert eine römisch-katholische Pfarrei bezeugt (1364 urkundlich genannt). Der Pfarrsatz lag bei der Reichenau, später beim Konstanzer Bischof, heute Dekanat Konstanz. Er wurde öfter verpfändet. Evangelische Bürger sind nach Böhringen eingepfarrt.

## Politik

### Ortsvorsteher
- seit 2009: Lorenz Thum (CDU)

### Wappen
Die ehemals selbständige Gemeinde Markelfingen führte in gespaltenem Schild vorne in Silber ein rotes Kreuz, hinten in Gold ein golden gekrönter, golden bewehrter roter Löwe. Um den habsburgischen Löwen des Radolfzeller Wappens in das neue Markelfinger Gemeindewappen 1895 aufzunehmen, war die für das Jahr 1490 – heute nicht mehr quellenmäßig belegbare – Verpfändung der Gemeinde an die Stadt Radolfzell.

## Kultur und Sehenswürdigkeiten

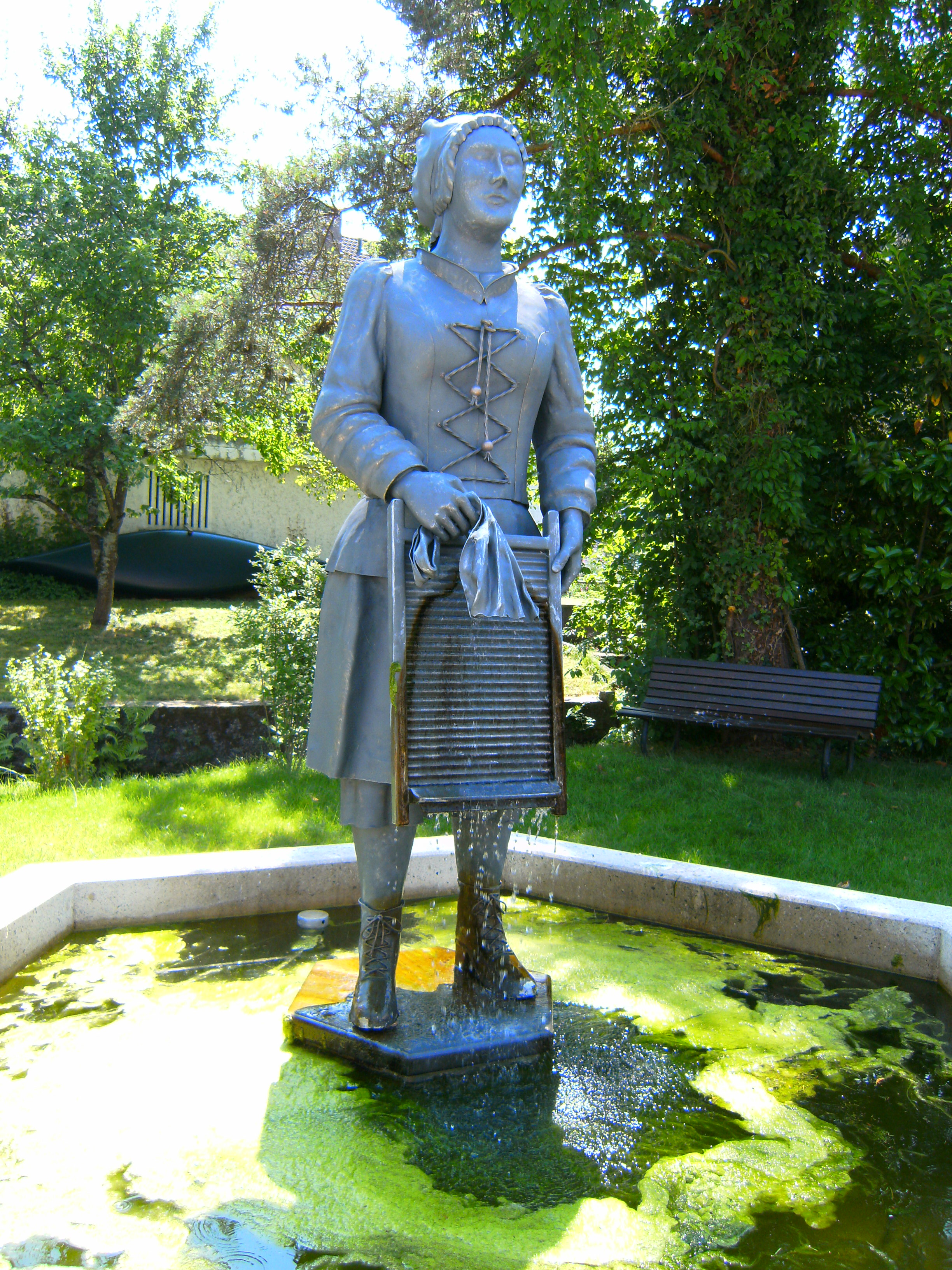
Waschfrau

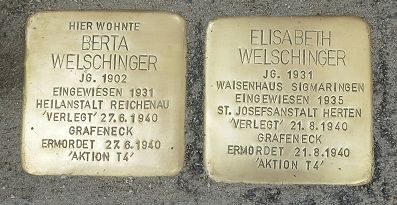
Stolpersteine der Familie Welschinger

### Bauwerke
- Die Pfarrkirche St. Laurentius wurde 1612 als einschiffige Saalkirche erbaut.[1] Sie stammt in ihren wesentlichen Teilen aus der Spätgotik und hat eine reiche Ausstattung, zu der die zahlreichen um 1615 entstandenen bedeutenden Wandgemälde zählen (Engelmotive im Altarraum). Der gewölbte Chorturm im Osten erhielt 1612 einen oktogonalen Renaissance-Aufbau und sehr wahrscheinlich 1730/1740 die geschweifte Haube. 1886 wurde von dem Orgelbauer Xaver Mönch für die St. Laurentius-Kirche die Orgel gebaut (Opus 17). Sie steht seit 1987 in der St. Zeno-Kirche in Stahringen.[5] Die Kirche wurde durch den erzbischöflichen Baurat Julius Hitzel renoviert.
- An der alten Straße nach Stockach steht auf beherrschender Höhe über Markelfingen die ehemalige Wallfahrtskapelle Unserer Lieben Frau, nach 1727 erbaut. Nach der Säkularisation wurde sie 1816 zu einem zweigeschossigen Wohnhaus umgebaut (Ölmühle).[1]
- Der 2012 errichtete Narrenbrunnen der Narrenzunft Seifensieder Markelfingen e. V. in der Narrenvereinigung Hegau-Bodensee zeigt eine bronzene Waschfrau. Die Wäschwieber erinnern an die Volkssage, in der Markelfinger Frauen die Schaum- und Gischtberge auf dem Bodensee nach einem Sturm für Seife hielten und am Seeufer ihre Wäsche waschen wollten.
- Zwei Stolpersteine des Künstlers Gunter Demnig gedenken in der Unterdorfstraße 9 (Standort) den Opfern des Nationalsozialismus (Euthanasie).[6]

### Brauchtum
- Ein wichtiges Ereignis im Dorfleben ist die jährliche Fasnet unter der federführenden Mitwirkung der Narrenzunft Seifensieder Markelfingen e. V.[7]
- Traditionellerweise findet am ersten Weihnachtsfeiertag in der Markolfhalle das Weihnachtskonzert des Musikvereins Markelfingen statt.

### Wintersport
Im Winter friert der sogenannte Markelfinger Winkel zwischen Markelfingen und der Halbinsel Mettnau aufgrund der geringen Wassertiefe und der geschützten Lage oft zu und ermöglicht dann dadurch das Eislaufen. Erlaubt ist dieses jedoch nur, wenn es nach mehreren Tagen Dauerfrost eine offizielle Freigabe der Eisfläche gegeben hat.

## Wirtschaft und Infrastruktur

### Verkehr
Markelfingen liegt zwischen der Bundesstraße 33 und der Bahnlinie Radolfzell-Konstanz. An das Bahnnetz angeschlossen ist der Ort über die halbstündlichen Züge des seehas zwischen Engen und Konstanz.
Zur Saison gibt es eine direkte Busverbindung des Stadtbus Radolfzell zum nahen Wild- und Freizeitpark Allensbach. 

### Tourismus
- Der Ort ist angebunden an den Bodensee-Radweg, den Bodensee-Rundweg, den Hegauer Jakobsweg und den Hochrhein-Hotzenwald-Weg.
- Das Naturfreundehaus Markelfingen liegt etwas außerhalb des Orts und ist im Besitz des badischen Landesverbands der Naturfreunde. Dieser erwarb 1926 auf Initiative von Heinrich Weber für 30.000 Reichsmark ein Seegrundstück von rund 20.000 Quadratmeter zum Bau eines Naturfreundehauses. 1928 konnte das Haus Bodensee eingeweiht werden. Von 1933 bis 1945 waren die Naturfreunde von den Nationalsozialisten verboten und ihr Besitz beschlagnahmt. In den Jahren 2007/2008 wurde das Haupthaus vollständig umgebaut, sodass es auch wegen seiner Architektur beachtet wird.
- Der Campingplatz Markelfingen mit 130 Stellplätzen liegt direkt am Bodensee.
- Strandbad

### Bildung
Die Grundschule Markelfingen ist eine einzügige Grundschule und liegt am Ortsausgang Richtung Konstanz, abseits der Hauptstraße. Zudem gibt es in Markelfingen einen Kindergarten.

## Persönlichkeiten

### Ehrenbürger
- 1959: Anton Sälinger
- 1964, 15. Februar: Dominik Wieland[8]

### Söhne und Töchter des Ortes
- Johann Dummel (1803–1873), Orgel- und Klavierbauer